# Bydgoszcz Wschód (osiedle)

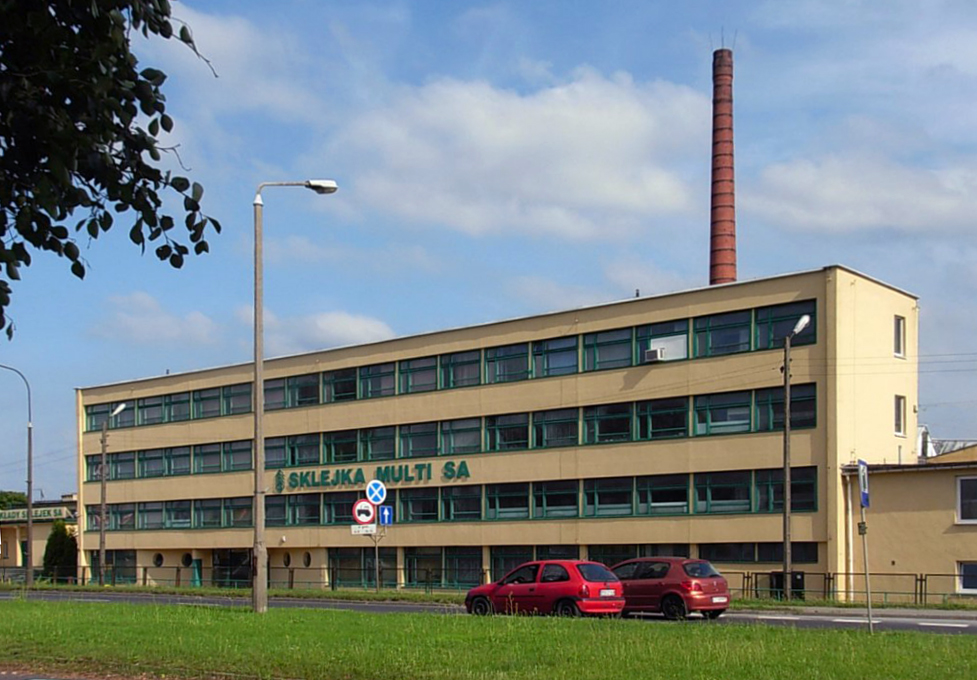
Sklejka Multi S.A. na terenie osiedla Bydgoszcz-Wschód

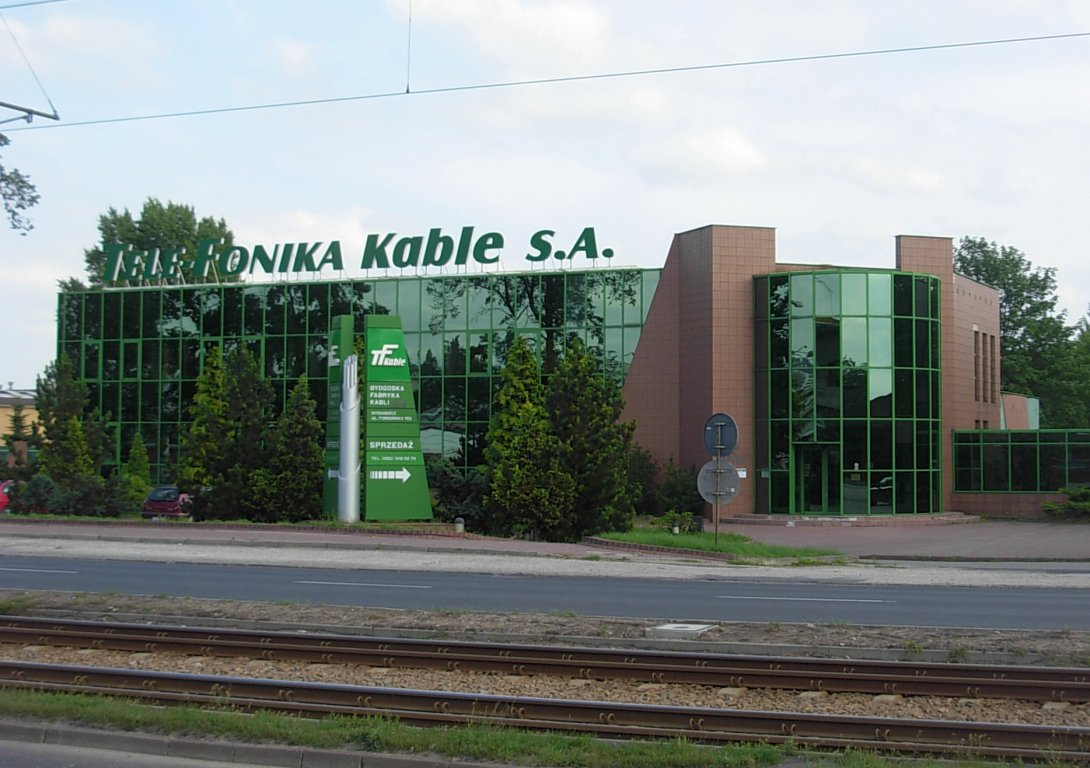
Telefonika Kable S.A. przy ul. Fordońskiej

Bydgoszcz Wschód – osiedle Bydgoszczy położone na tzw. Dolnym Tarasie. Sąsiaduje z osiedlami: Bartodzieje, Leśne, Siernieczek, Zimne Wody i Kapuściska.
Osiedle składa się z dwóch części – południowej i północnej:
- granice południowej części osiedla stanowi od zachodu ul. Łęczycka, od południa rzeka Brda, od wschodu Wiadukty Warszawskie (do ich wschodniego krańca), a od północy ul. Kamienna i tory kolejowe.
- północna część osiedla ograniczona jest od południa i wschodu torami kolejowymi i Wiaduktami Warszawskimi, od północy Lasem Gdańskim, a od zachodu wiaduktem przy ul. Armii Krajowej (wąski pas osiedla znajduje się zatem na północ od osiedla Bartodzieje i Leśnego).

Osiedle ma charakter składowo-przemysłowy. Znajduje się tu także sporo hurtowni, punktów handlowych i usługowych, a także hipermarketów. Zabudowa mieszkalna jest nieliczna, stanowią ją głównie domy jednorodzinne i trochę wielokondygnacyjnych budynków mieszkalnych.

## Nazwa osiedla
Przed przyłączeniem Fordonu do Bydgoszczy, osiedle Bydgoszcz Wschód stanowiło najbardziej wysuniętą na wschód część miasta, stąd jego nazwa. W czasie II wojny światowej dzielnica nosiła nazwę Hohenholm.

## Historia
Osiedle nosiło dawniej nazwę Kapuściska Małe (dla odróżnienia, obecne Kapuściska nosiły nazwę Kapuściska Wielkie). Od II połowy XIX wieku do lat 30. XX wieku w pobliżu obecnego dworca kolejowego Bydgoszcz Wschód znajdował się tor wyścigów konnych. Z północnej strony tor wyścigowy ograniczała ściana lasu, południowy kraniec sięgał do dzisiejszej ulicy Inwalidów, zachodni do ul. Sygnałowej, a wschodni – do ul. Harcerskiej. Po zawaleniu się w 1882 roku trybuny z 300 osobami, w wyniku czego wielu widzów zostało rannych, wybudowane zostały nowe drewniane trybuny na 3000 osób, które znajdowały się przy północnej części ul. Wyścigowej, obecnie przebiegającej przez środek dawnego hipodromu. Niemcy wyścigi urządzali tu aż do 1916 roku, kiedy organizacji ich zaprzestano z uwagi na ograniczenia wojenne.
W 1925 roku członkowie Bydgoskiego Klubu Jazdy Konnej otrzymali zgodę Urzędu Miejskiego na rozpoczęcie odbudowy toru. Teren ogrodzono barierkami, a ponadto zainstalowano tablice oznaczające kierunek wjazdu i poruszania się po placu oraz tablice informacyjne stałe i zmienne. Wydzielono tor wyścigowy, wykonano tor przeszkód i wyznaczono tereny do ujeżdżania młodych koni. Pośrodku placu znajdował się tor dla kłusaków i powożenia bryczkami oraz powozami. Wokoło toru nasadzono wiele krzewów ozdobnych i kwiatów. Na torze odbywały się wyścigi konne garnizonu bydgoskiego oraz wiele imprez urządzanych z okazji świąt pułkowych, wojskowych i Hubertusa, w tym koncerty orkiestr dętych – wojskowych i cywilnych. Największą popularnością i frekwencją cieszyły się zawody podoficerów i oficerów 16. Pułku Ułanów Wielkopolskich, 11. Dywizjonu Artylerii Konnej i 15. Wielkopolskiego Pułku Artylerii Lekkiej. Ponadto, w latach 1926–1931 wyścigi z totalizatorem organizowało w tym miejscu Wielkopolskie Towarzystwo Wyścigów Konnych. Inauguracja wyścigów po I wojnie światowej miała miejsce 10 października 1926 r., a pierwszym zwycięzcą został koń Hrabianka. Dla wygody kibiców wokół toru powstała sieć restauracji, z których stolików można było obserwować zawody. Wyścigi przynosiły taki dochód, że wiosną 1928 roku zbudowano brukowaną drogę dojazdową z dworca Bydgoszcz Wschód do stadionu i nową trybunę. 8 lipca tego roku tor został uroczyście poświęcony, a na uroczystość zaproszono prezydenta Ignacego Mościckiego (nie wiadomo, czy ten skorzystał z zaproszenia), prezesa Wielkopolskiego Towarzystwa Wyścigów Konnych Kazimierz Żychliński, dyrektora Departamentu Chowu Koni Ministerstwa Rolnictwa Fryderyk Jurjewicz oraz hr. Ignacego Mielżyńskiego i Mieczyława Chłapowskiego. Od 1929 roku rozgrywano na nim corocznie wyścig zwany „Wielką Bydgoską” z nagrodą 5000 złotych ofiarowanych przez zarząd miasta. Zawody, zaczynające się początkowo zwykle o 14.00, a później o 16.30, rozgrywano zwykle późną wiosną i wczesną jesienią. Na tor z centrum miasta dowoziły specjalnie w tym celu podstawiane autobusy spod kościoła Klarysek. Początkowo płatne były tylko miejsca na trybunie i w ławkach od strony głównego wejścia przy obecnej ulicy Inwalidów, potem wprowadzono także bilety wstępu na obiekt w porze wyścigów. Rekordową frekwencję notowano zawsze na pożegnalnych zawodach cyklu, kiedy to losowano konia, którego szczęśliwy właściciel z reguły natychmiast odsprzedawał organizatorom.
Wygrane na wyścigach nie były wysokie i sięgały zwykle 15-25 zł (wyjątkowo 30 zł za duble i porządek) za każdych obstawionych 10. Najwyższa wygrana w historii międzywojennych wyścigów w Bydgoszczy wyniosła 880 zł za obstawienie porządku w gonitwie czwartej płaskiej 24 lipca 1927 roku.
Organizacji wyścigów konnych zaprzestano w 1931 roku, w związku z rozpoczęciem się Wielkiego Kryzysu lat międzywojennych. 26 sierpnia 1932 r. w drewnianą trybunę, zlokalizowaną prawdopodobnie centralnie na południe od toru, uderzył piorun. Spłonęła całkowicie. Jej odbudowy zaniechano, a sam tor wyścigowy zaorano w latach 50. XX wieku i rozparcelowano na ogródki działkowe, które istnieją w tym miejscu do dziś. W zachodniej części urządzono wyrobisko piasku, a potem wysypisko śmieci, które funkcjonowało do połowy lat 80. XX wieku. Istnienie w tym miejscu toru wyścigowego upamiętniają dziś nazwy ulic Wyścigowej oraz Startowej. Dwie dawne murowane stajnie, położone przy ul. Harcerskiej, pełnią obecnie funkcję baraków mieszkalnych.
Przy ul. Sygnałowej w latach 30. XX wieku powstało osiedle kolejarzy, zbudowane według projektu zastosowanego jednocześnie w Zduńskiej Woli Karsznicach.

## Ważniejsze obiekty
- handlowe:
  - Galeria Pomorska
  - Obi
- produkcyjne:
  - Bydgoskie Fabryki Sklejek Sklejka-Multi S.A. (założone w 1914 roku[6])
  - Tele-Fonika Kable Sp. z o.o. S.K.A. (założona w 1923 roku[7])
- komunikacyjne:
  - stacja kolejowa Bydgoszcz Wschód
  - pętla tramwajowo-autobusowa Wyścigowa

## Komunikacja
16 stycznia 2016 oddano do użytku estakadę dla przebiegającej nad stacją kolejową Bydgoszcz Wschód linii tramwajowej zatrzymującej się nad peronami na przystanku o nazwie Dworzec Wschód. W ten sposób powstał nowoczesny kolejowo-tramwajowo-autobusowy węzeł przesiadkowy. Pod estakadą, przy ulicy Kamiennej znajduje się przystanek autobusowy również nazwany Dworzec Wschód. W dalszym sąsiedztwie znajdują się przystanki przy ulicy Fordońskiej.
Ponadto w okolicy stacji znajduje się pętla autobusowo-tramwajowa „Wyścigowa”, obecnie używana przez tramwaje w sytuacjach awaryjnych. Pod koniec kwietnia 2014 dotychczasowa pętla Wyścigowa uległa likwidacji, a zamiast niej w nowej lokalizacji powstała nowa pętla po wschodniej stronie ul. Wyścigowej.
Przez południową część osiedla biegnie droga krajowa nr 80.
Przebiegają również przez nie tory linii kolejowych 18, 201 oraz 209.